# Visite à Lucien Coutaud
 (juillet 2025).
Pour plus de détails, voir Fiche technique et Distribution.
Visite à Lucien Coutaud est un court métrage, et documentaire d'Alain Resnais sorti en 1947.

## Fiche technique
- Tourné en : France
- Langue : français
- Format : Noir et Blanc